# Shun’ichi Kawano
Shun’ichi Kawano (jap. 川野俊一 Kawano Shun’ichi; ur. 29 listopada 1936 w prefekturze Nagasaki, zm. 12 maja 2009 w Hakone) – japoński zapaśnik walczący w stylu wolnym. Trzykrotny olimpijczyk. Ósmy w Rzymie 1960; odpadł w eliminacjach w Tokio 1964 i Meksyku 1968. Walczył w kategorii 87 – 97 kg.
Brązowy medalista mistrzostw świata w 1962; szósty w 1961; odpadł w eliminacjach w 1967. Mistrz igrzysk azjatyckich w 1962 roku.